# Konstantin Timokhine

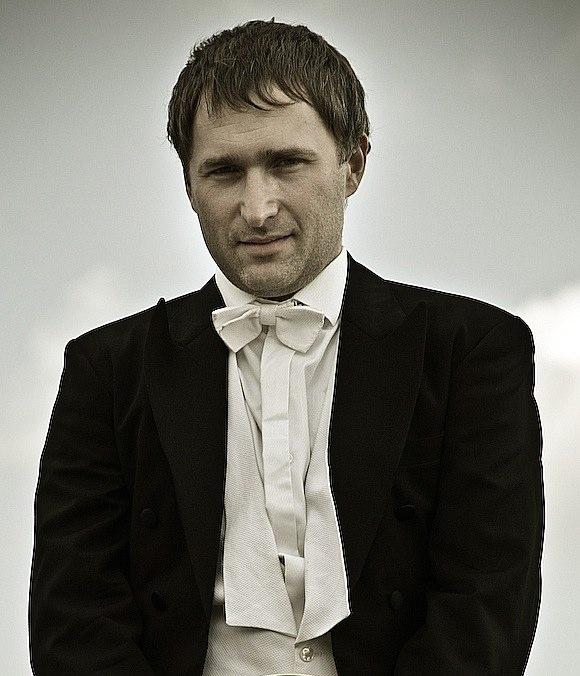
Timokhine

Konstantin Timokhine (russisch Константин Тимохин Konstantin Timochin, ukrainisch Костянтин Тімохін Kostiantyn Timochin; * 1973 in Kiew) ist ein ukrainisch-schweizerischer Hornist.

## Leben
Konstantin Timokhine ist Solo-Hornist am Kammerorchester Basel. Er wurde zunächst in der Ukraine, später an den Musikhochschulen von Genf bei Bruno Schneider und Winterthur bei David W. Johnson ausgebildet und erlangte zwei Solistendiplome. Es folgten weitere Studien für Barock- und Naturhorn bei Glen Borling an der Orchesterakademie des Opernhauses Zürich. Mit 17 Jahren debütierte er mit einem Solo auf einer Japan-Tournee. Er war Solo-Hornist im Kammerorchester Genf, Hornist im Orchester der Oper Zürich und Solo-Hornist im Symphonieorchester St. Gallen. Er spielte Konzerte mit Ensembles und Orchestern  wie Les Musiciens du Louvre unter Marc Minkowski und dem Orchester Ensemble Kanazawa aus Japan. Als Kammermusikpartner war er auch für das Colorado String Quartet, dem Yofin Ensemble Zürich und  dem Quartettone Milano tätig.

## Auszeichnungen
Timokhine erhielt mehrere Auszeichnungen:
- Am internationalen Hornwettbewerb in Minsk  gewann Konstantin Timokhine den 1. Preis.
- Einen 1. Preis gewann er am CNEM-Wettbewerb in Riddes (CH).